# Антильский гракл
Антильский гракл (лат. Quiscalus niger) — вид птиц семейства трупиаловых. Распространён от Больших Антильских до Каймановых островов, встречается также на небольших островках, расположенных поблизости.  Обитает преимущественно в густонаселённых районах. Среди местных наименований антильского гракла известно название «клинг-клинг» и его близкие варианты на Ямайке и Каймановых островах. На Кубе эту птицу обычно называют «тоти», в Пуэрто-Рико — «чанго», в Доминиканской Республике — «чин-чилин» (звукоподражание песне).

## Описание
Подобно всем представителям рода Граклы (Quiscalus), это относительно крупная стайная птица. Самец длиной 27 см, блестяще-чёрный, с длинным хвостом; самка длиной 24 см, с более коротким хвостом, оперение сходной окраски, но менее блестящее, чем у самца.

## Подвиды
Известны семь подвидов, каждый из которых в своём распространении ограничен одним островом или группой островов. Они отличаются от номинативного подвида Q. n. niger (о. Гаити) по размерам, длине клюва и особенностям окраски.
- Quiscalus niger niger (Boddaert, 1783)
- Quiscalus niger caribaeus (Todd, 1916)
- Quiscalus niger gundlachii Cassin, 1867
- Quiscalus niger caymanensis Cory, 1886
- Quiscalus niger bangsi (J. L. Peters, 1921)
- Quiscalus niger crassirostris Swainson, 1838
- Quiscalus niger brachypterus Cassin, 1867

## Фотогалерея

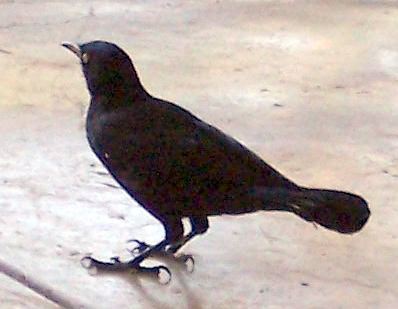
Взрослая птица
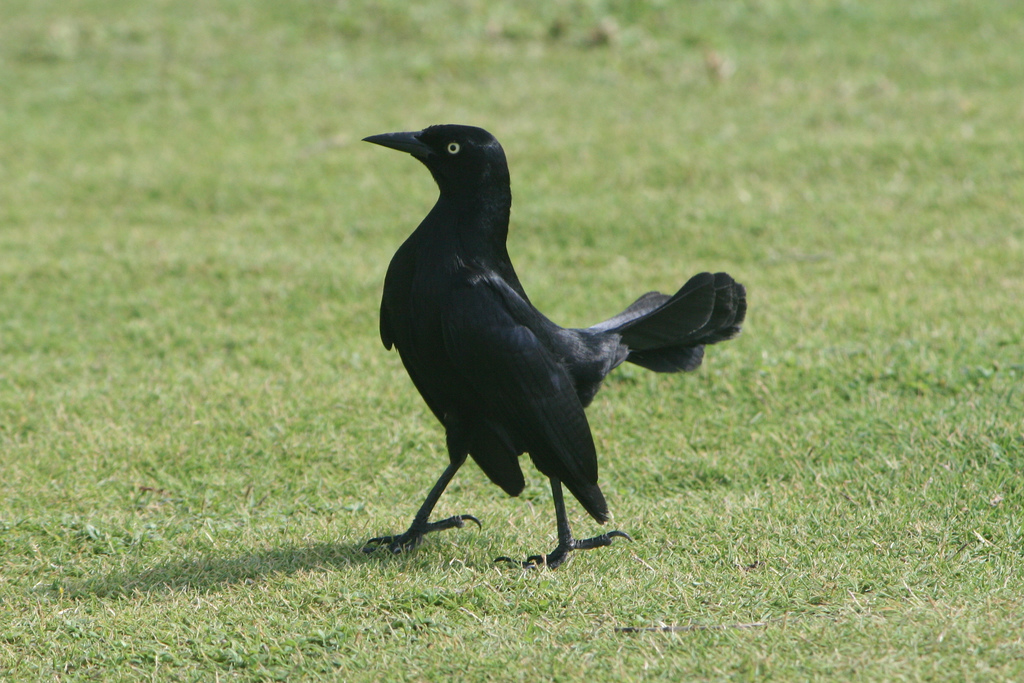
Антильский гракл (Сан-Хуан, Пуэрто-Рико)
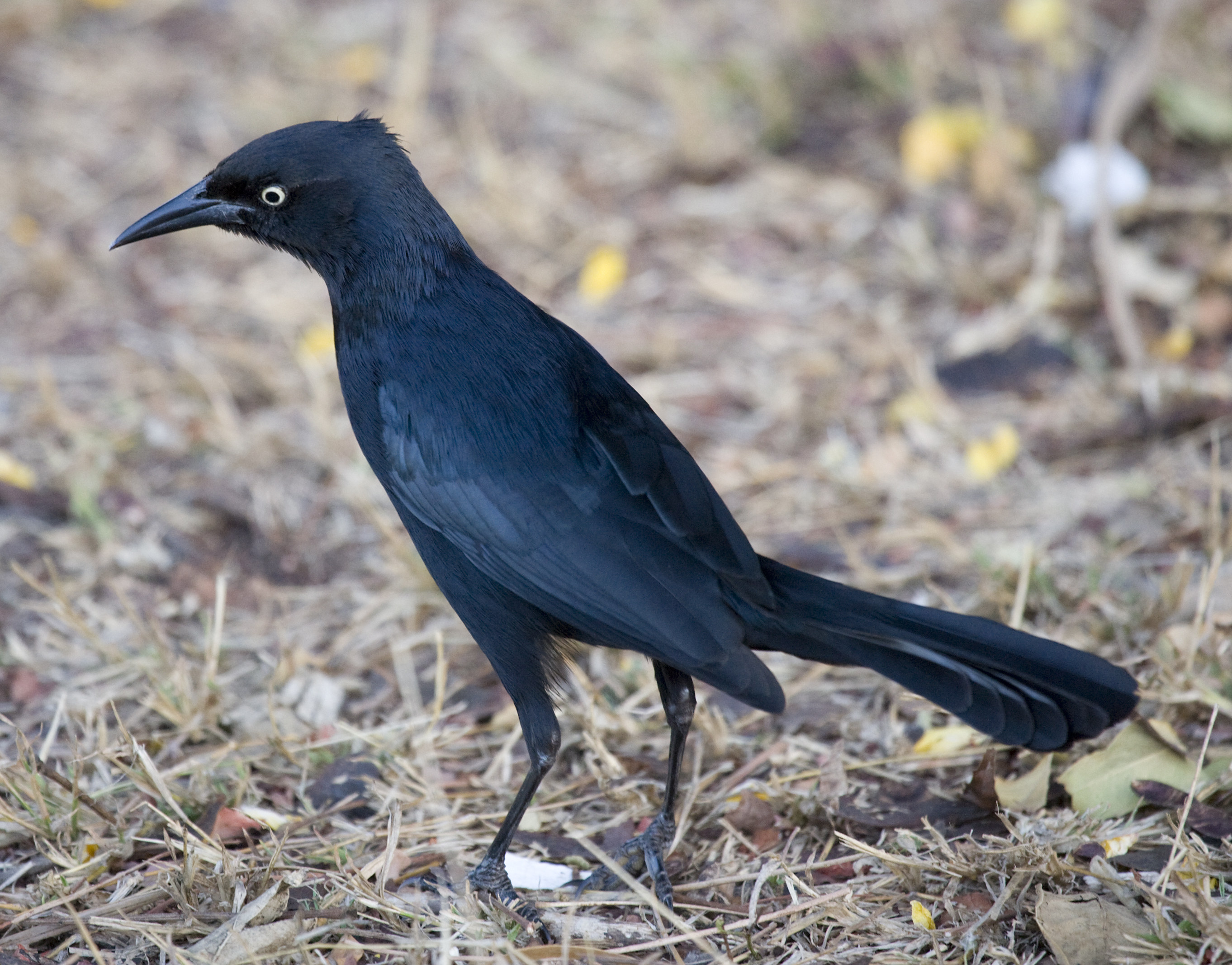
На Кубе
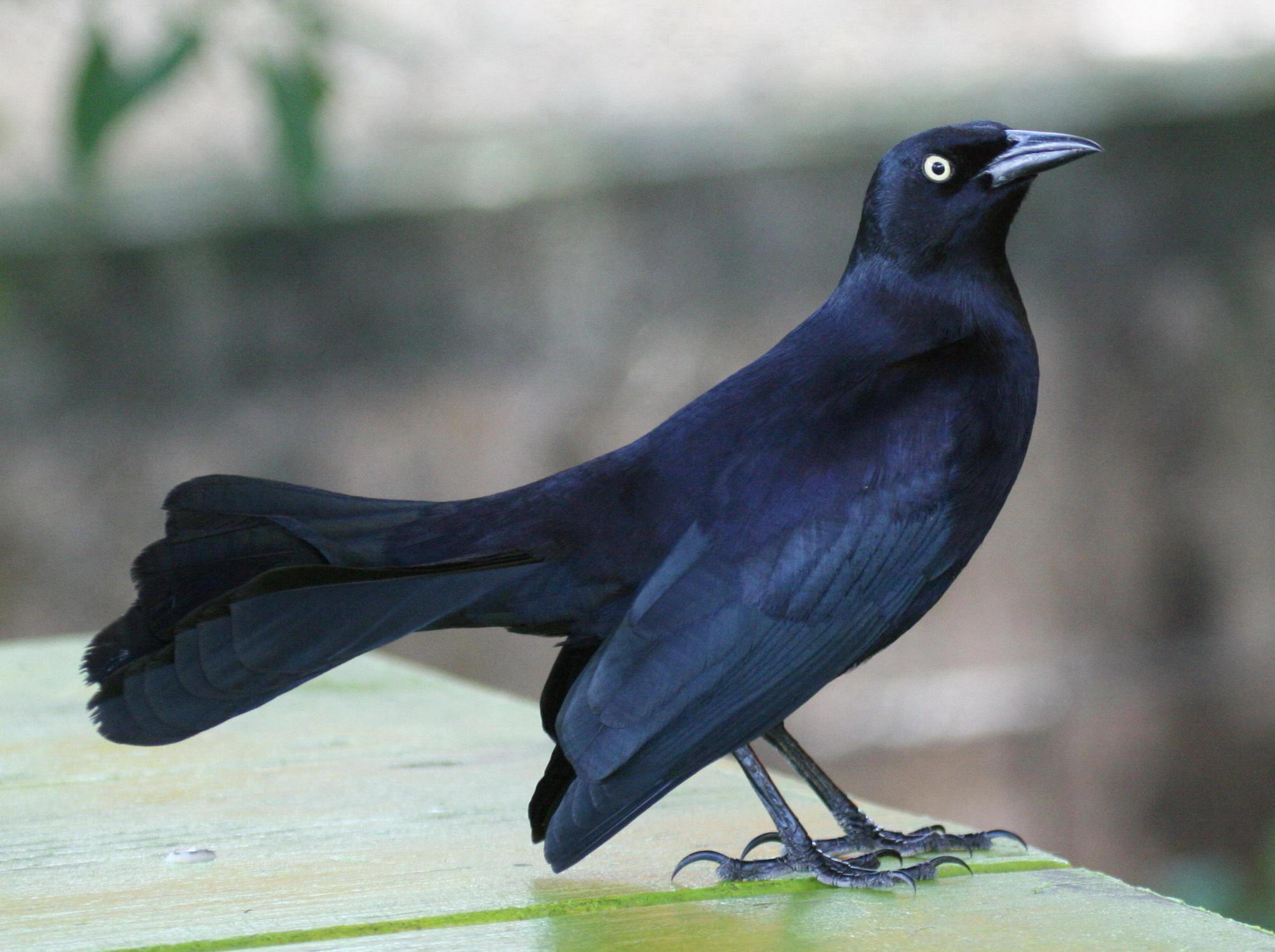
В Пуэрто-Рико
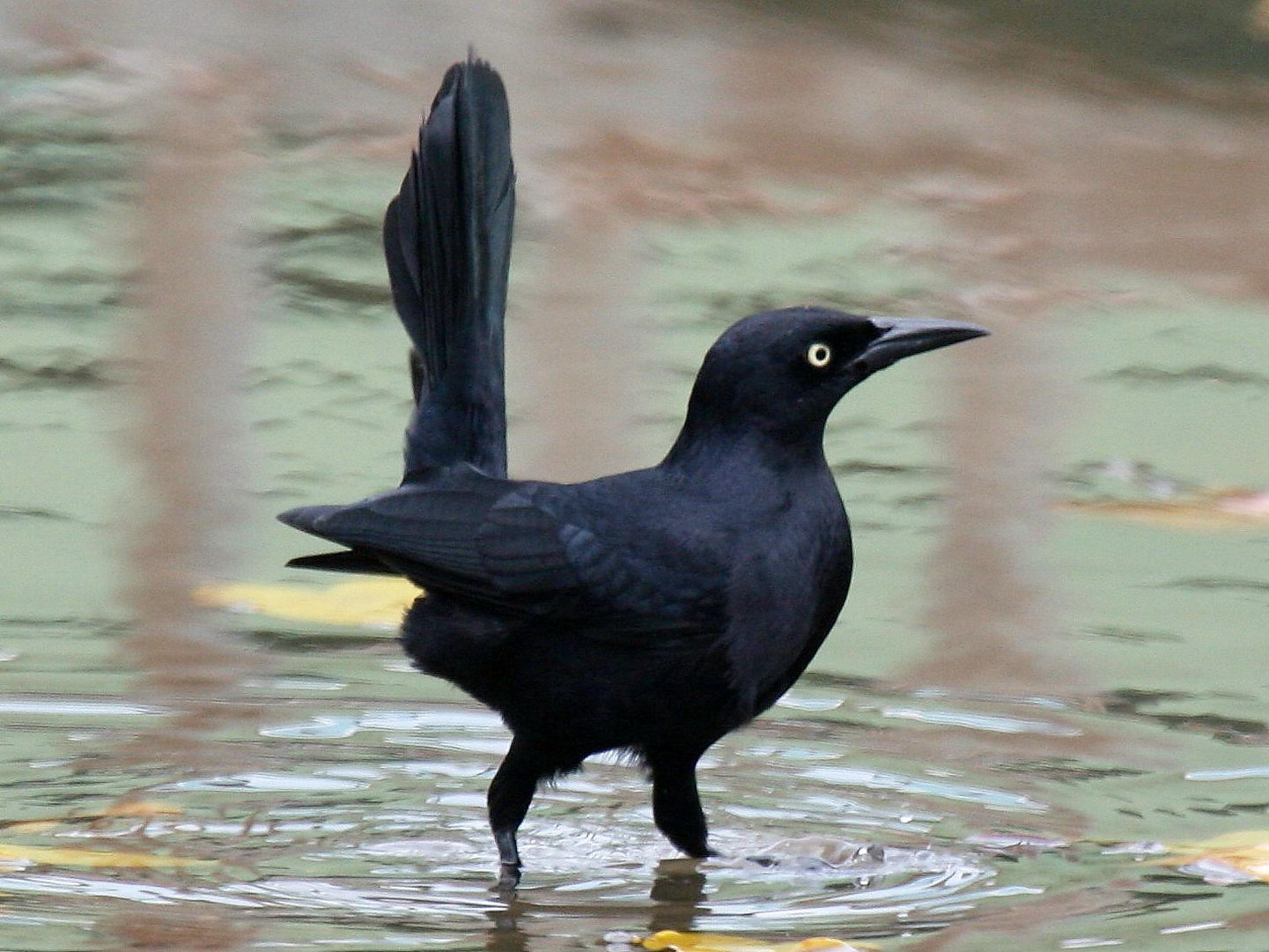
В Пуэрто-Рико
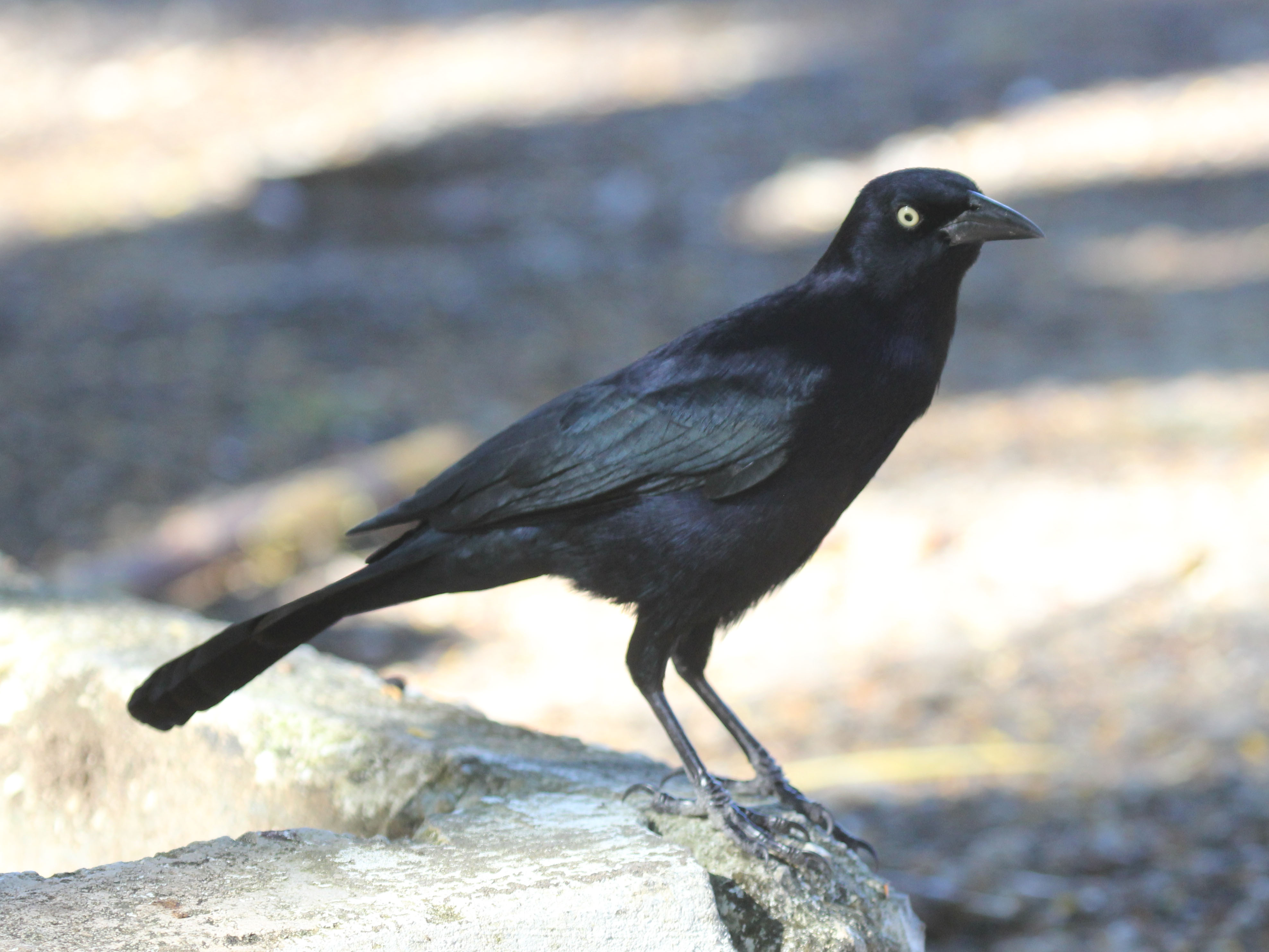
На Ямайке